# Batalla de Cambrils (1640)
La batalla de Cambrils se libró en 1640 durante la guerra de los Segadores.

## Antecedentes
En la primavera de 1640, Francisco de Tamarit fue encarcelado acusado de no facilitar alojamientos a las levas acuarteladas en Cataluña. El 22 de mayo, los campesinos sublevados entraron en Barcelona y lo pusieron en libertad. El 7 de junio del mismo año, en el Corpus de Sangre, grupos de segadores entraron de nuevo en la ciudad y asesinaron al virrey de Cataluña Dalmau III de Queralt.
En septiembre, el ejército de Felipe IV ocupó Tortosa gracias a la alianza con la clase señorial catalana y el obispo de la ciudad, que, como la gran totalidad de los obispos que ocupaban las sedes catalanas, era políticamente realista. Las tropas realistas salieron en dirección a Barcelona el 8 de diciembre, recibiendo una gran resistencia en Perelló y el collado de Balaguer, cerca de Hospitalet del Infante.

## La batalla
La batalla de Cambrils fue un asedio que sucedió después haber salido el ejército real de Tortosa, y habiendo sucedidos diversos combates como el ataque a l'aldea del Perelló, los combates del Collado de Balaguer, y la captura del recinto fortificado del Hospital del Infant Pere (actualmente Hospitalet del Infant). El ejército realista alcanzó y asedió Cambrils los días 13 a 15 de diciembre de 1640, y los sublevados, comandados por el barón de Rocafort, Antoni d'Armengol, el sargento de la plaza Carles Bertrolà i de Caldés y el gobernador del Campo de Tarragona, Jacint Vilosa, resistieron como pudieron sin apenas artillería (tan solo disponían de dos cañones frente a los veintitrés adversarios),y trataron de emboscar a los asaltantes en las afueras de la villa, atrapando a la caballería realista, pero los realistas respondieron bombardeando la villa. La resistencia era difícil de mantener dado de que,si bien la villa que se hallaba de un recinto amurallado propio de la época medieval, no era lo suficientemente fuerte como para poder resistir a las guerras modernas de artillería del siglo XVII. Por ello, los defensores, que mayoritariamente no eran tropas profesionales, y tenían enfrente a una fuerza profesional mucho más numerosa y fuerte, pactaron la capitulación y se rindieron.

## Consecuencias
Cuando una parte de los vencidos salieron desarmados por una de las puertas de la muralla, fueron muertos por los atacantes en medio de una espantosa matanza que afectó a unos aproximados 700 defensores, según hizo constar el portugués Francisco de Melo, que acompañaba a la fuerza real expedicionaria, y por ello testigo ocular. Además, los jefes militares de la plaza Antoni d'Armengol (Barón de Rocafort), Jacint Vilosa, así como el alcalde y los jurados (concejales) de la villa fueron juzgados sumariamente por traición y aquella misma noche fueron muertos en el garrote vil. Al día siguiente por la mañana las personas de renombre y las autoridades se encontraban colgadas a lo largo de todo el perímetro de la muralla. La ciudad fue repartida y saqueada por las tropas y se derribó una torre y parte de las murallas. La crueldad de los hechos y la importante fuerza armada real motivaron de que la ciudad de Tarragona,así como otras ciudades y pueblos se rindieran al ejército real. El ejército continuó avanzando en dirección a Barcelona, donde fue finalmente derrotado y obligado a dar marcha atrás en la Batalla de Montjuic, donde ya habían llegado los primeros refuerzos franceses gracias al tiempo que dieron los resistentes de Cambrils.